# United Express
United Express es el nombre comercial de la rama regional de United Airlines, bajo la cual ocho aerolíneas regionales de propiedad individual operan vuelos de corta y media distancia.
El 1 de octubre de 2010, UAL Corporation y Continental Airlines se fusionaron para formar United Continental Holdings, la compañía holding de United Airlines recientemente fusionada. El jueves 27 de junio de 2019, United Express cambia el nombre de su empresa matriz de United Continental Holdings a United Airlines Holdings. A medida que Continental y United se fusionaron, Continental Connection y Continental Express adoptaron gradualmente la marca United Express, elevando el número de operadores a doce y el número de aviones a más de 550. El primer avión pintado en la nueva librea de United Express fue un Embraer ERJ 145 operado por ExpressJet Airlines.
Al 30 de noviembre de 2011, después de que United recibiera su Certificado Único de Operación luego de su fusión con Continental Airlines, más de 575 aviones volarían bajo la marca United Express.

## Operadores y flota
La flota combinada de la marca United Express actualmente consta de los siguientes aviones regionales:

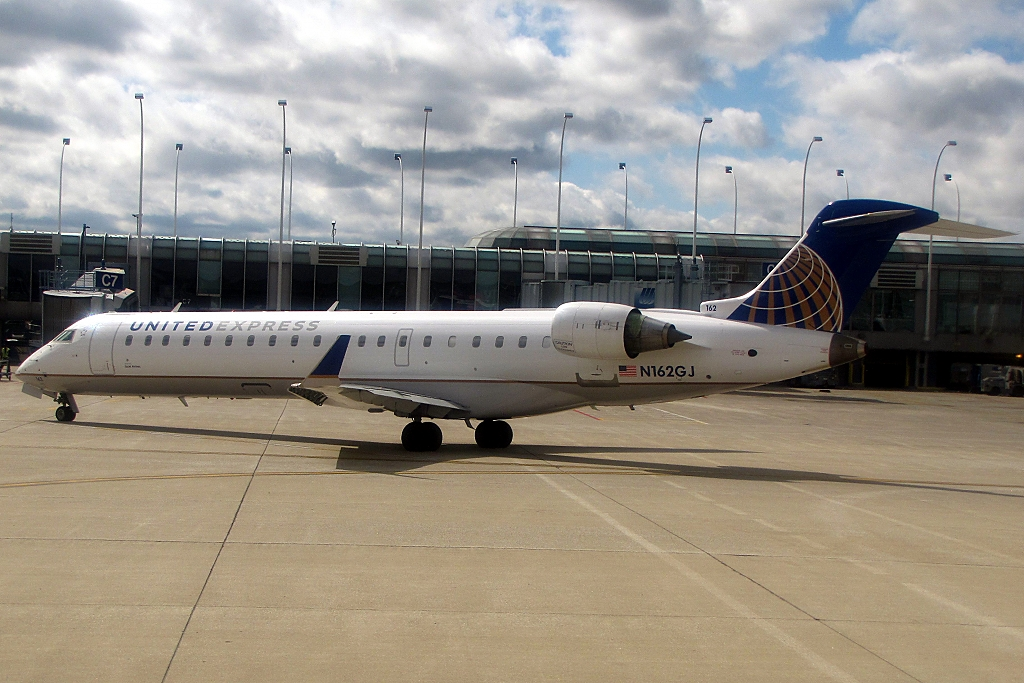
Bombardier CRJ700 de United Express operado por GoJet en el Aeropuerto Internacional O'Hare.

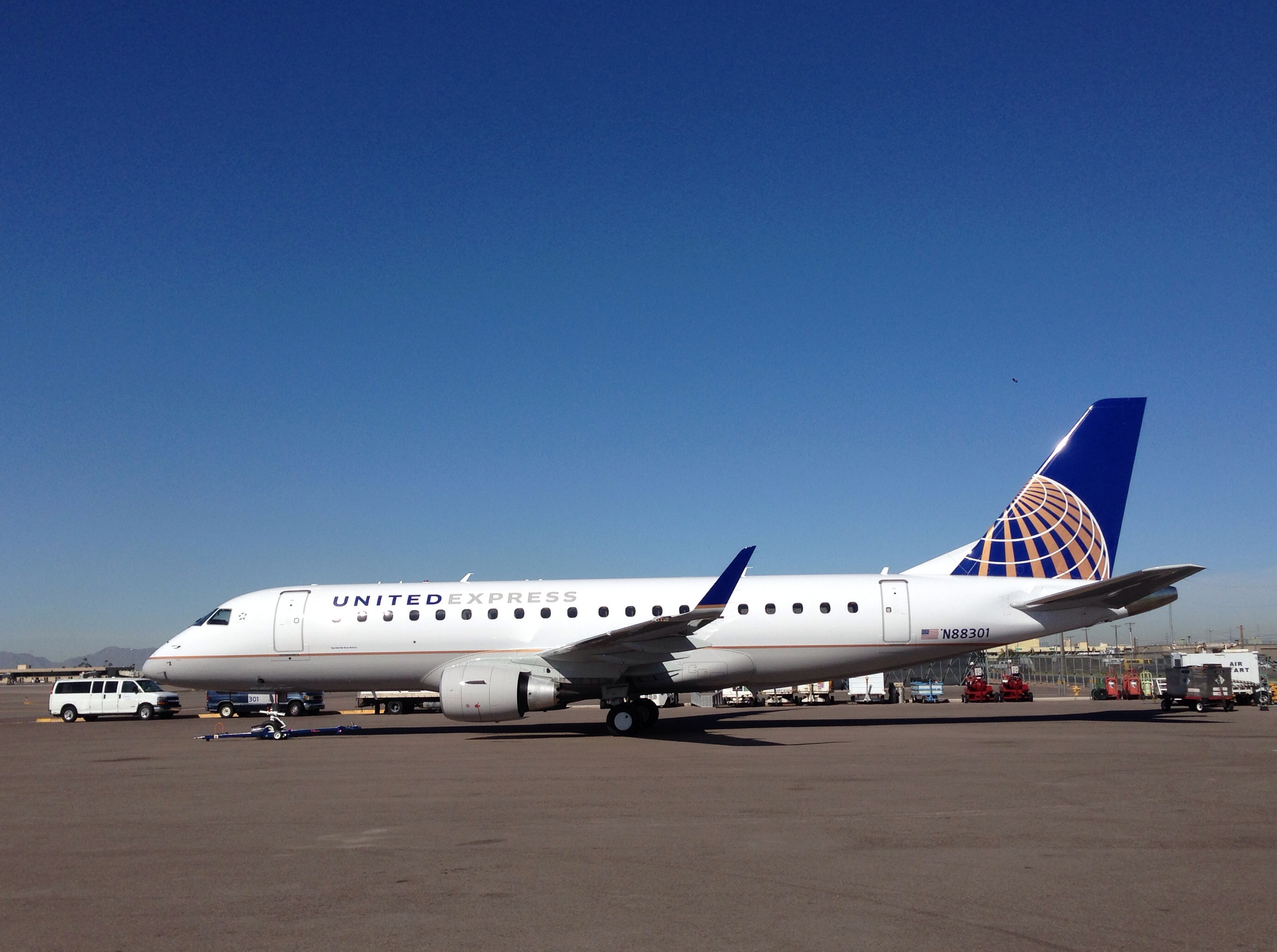
Un Embraer E175 de United Express rodando en el Aeropuerto Internacional de Phoenix-Sky Harbor.

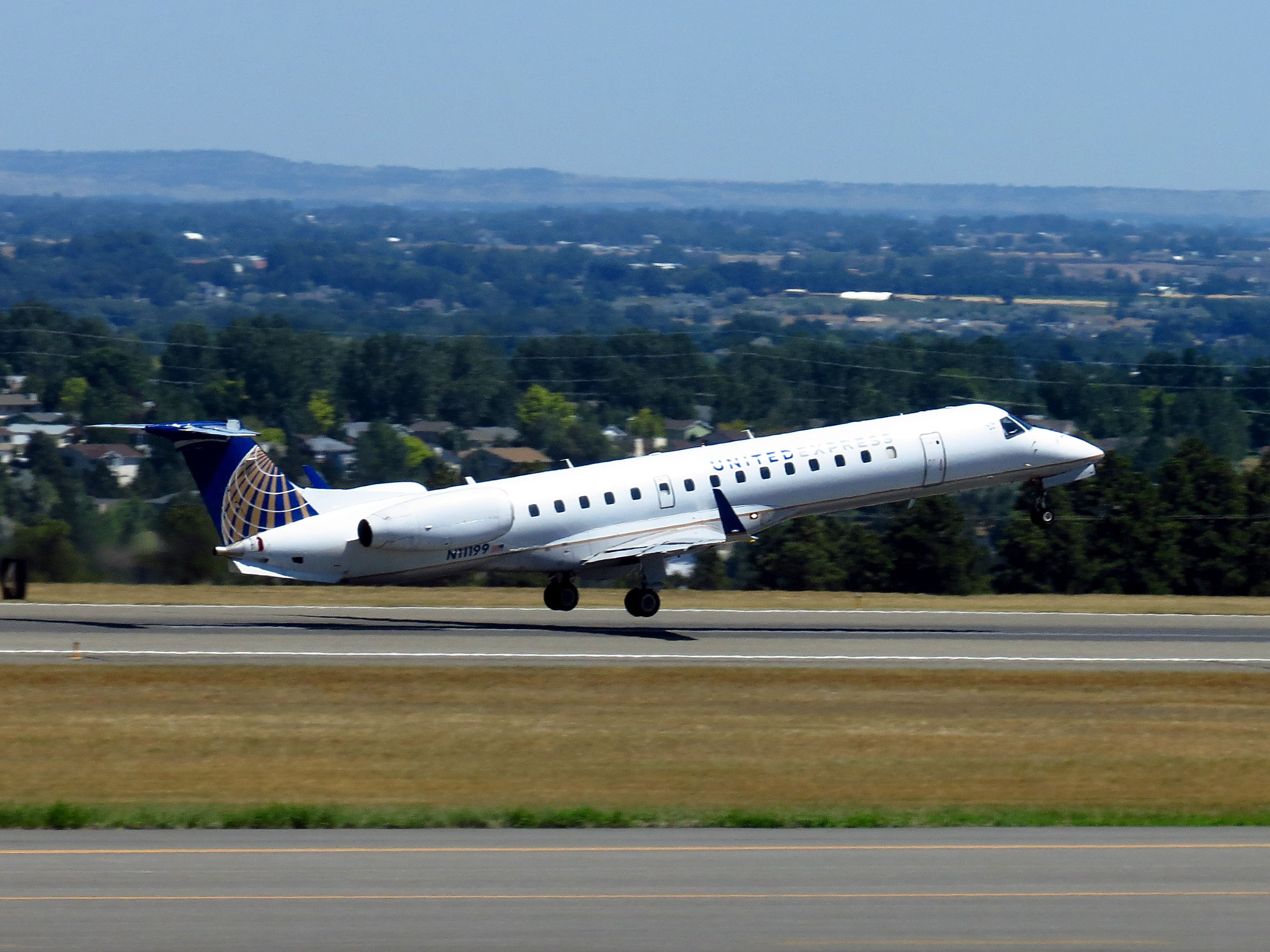
Embraer ERJ 145 de United Express operado por ExpressJet Airlines en el Aeropuerto Internacional Logan.

| Aerolínea         | Avión             | Número de aviones | Órdenes | Pasajeros | Pasajeros | Pasajeros | Pasajeros |
| Aerolínea         | Avión             | Número de aviones | Órdenes | F         | Y+        | Y         | Total     |
| ----------------- | ----------------- | ----------------- | ------- | --------- | --------- | --------- | --------- |
| CommutAir         | Embraer ERJ 145   | 57                | —       | —         | 6         | 44        | 50        |
| GoJet Airlines    | Bombardier CRJ550 | 59                | —       | 10        | 20        | 20        | 50        |
| Mesa Airlines     | Embraer E-175     | 31                | —       | 12        | 32        | 26        | 70        |
| Mesa Airlines     | Embraer E-175     | 47                | —       | 12        | 16        | 48        | 76        |
| Republic Airlines | Embraer E-170     | 26                | —       | 6         | 16        | 48        | 70        |
| Republic Airlines | Embraer E-175     | 46                | —       | 12        | 16        | 48        | 76        |
| SkyWest Airlines  | Bombardier CRJ200 | 73                | —       | —         | 4         | 46        | 50        |
| SkyWest Airlines  | Bombardier CRJ700 | 15                | —       | 6         | 16        | 48        | 70        |
| SkyWest Airlines  | Embraer E-175     | 30                | 34      | 12        | 20        | 38        | 70        |
| SkyWest Airlines  | Embraer E-175     | 65                | —       | 12        | 16        | 48        | 76        |
| Total             | Total             | 449               | 34      |           |           |           |           |